# SiMan CMS
SiMan CMS (вимовляється «Сі́ман ЦМС») — відкрита система керування вмістом для публікації інформації в інтернеті та інтранеті. SiMan CMS написана на мові PHP використовуючи Smarty як шаблонізатор. Для збереження інформації використовується база даних MySQL або SQLite. Серед можливостей SiMan є сайт новин, RSS стрічка, версії сторінок для друку, пошук по сайті, локалізації, підтримка власних модулів.

## Історія
SiMan CMS розробляється з 15 квітня 2006 року.
Поточна гілка 1.6.х розробляється з 2010 року. Підтримка попередніх версій була припинена у квітні 2012 року.

## Характеристики SiMan CMS
- Система керуванням вмістом (CMS) SiMan використовує для збереження даних базу даних (MySQL або SQLite);
- Багаторівневий доступ зареєстрованих користувачів до сайту;
- Об'єднання адміністративної частини та фронтальної частини сайту задля забезпечення наочності адміністрування;
- Легка та зрозуміла структура розділів та категорій для зручного структурування вмісту;
- Легке створення та редагування матеріалів;
- Повне керування блоками, меню, модулями.
- Редагування матеріалів за допомогою WYSIWYG редактора (аналог текстових редакторів, наприклад Word);
- Використання програмних продуктів сторонніх розробників;
- Можливість кешування сторінок[3];
- Робота системи Linux, Windows, MacOS X та інших.

## Недоліки SiMan CMS
Серед недоліків SiMan CMS називають:
- відсутність бібліотеки модулів;
- слабкі можливості по керуванню медіа.